# Artoria amoena
Artoria amoena är en spindelart som först beskrevs av Roewer 1960.  Artoria amoena ingår i släktet Artoria och familjen vargspindlar.
Artens utbredningsområde är Kongo. Inga underarter finns listade i Catalogue of Life.